# Grainger Hines
Grainger Hines (Greenwood, 18 agosto 1948) è un attore statunitense.

## Biografia
Attivo principalmente in ambito televisivo, si è distinto per avere interpretato August Robertson in The Knick.
Dal 1981 al 1984 ha avuto una relazione con la cantante e attrice Michelle Phillips. In precedenza aveva fatto parte del gruppo musicale The Swingin' Medallions.

## Filmografia parziale

### Cinema
- Lincoln, regia di Steven Spielberg (2012)
- La ballata di Buster Scruggs (The Ballad of Buster Scruggs), regia di Joel ed Ethan Coen (2018)

### Televisione
- CHiPs - serie TV, 3 episodi (1979-1981)
- Supercar - serie TV, 2 episodi (1982, 1985)
- Navy - serie TV, 4 episodi (1984)
- Una vita da vivere (One Life to Live) - soap opera, 3 episodi (1984)
- A-Team - serie TV, episodio 2x14 (1984)
- Matlock - serie TV, episodio 1x12 (1986)
- Star Trek: The Next Generation - serie TV, episodio 3x02 (1989)
- General Hospital - soap opera, 2 episodi (1990)
- The City - serie TV, 51 episodi (1995-1996)
- CSI: Miami - serie TV, 2 episodi (2005)
- Cold Case - Delitti irrisolti (Cold Case) - serie TV, episodio 4x01 (2006)
- Ghost Whisperer - Presenze (Ghost Whisperer) - serie TV, episodio 3x14 (2008)
- Nip/Tuck - serie TV, episodio 5x22 (2009)
- True Blood - serie TV, episodio 3x05 (2010)
- Hell on Wheels - serie TV, 5 episodi (2012-2013)
- Scandal - serie TV, episodio 2x07 (2012)
- Justified - L'uomo della legge (Justified) - serie TV, 2 episodi (2013)
- The Knick - serie TV, 15 episodi (2014-2015)
- CSI - Scena del crimine (CSI: Crime Scene Investigation) - serie TV, episodio 14x22 (2014)
- Criminal Minds - serie TV, episodio 11x04 (2015)
- Blue Bloods - serie TV, episodio 6x11 (2016)
- Bull - serie TV, episodio 1x09 (2016)
- Castle - serie TV, episodio 8x13 (2016)
- Elementary - serie TV, episodio 4x19 (2016)
- The Good Wife - serie TV, episodio 7x22 (2016)
- NCIS: New Orleans - serie TV, episodio 6x09 (2019)
- Dr. Death - serie TV, 5 episodi (2021)
- K9-Squadra Antidroga (Muzzle), regia di John Stalberg - film TV (2023)
- Un uomo vero (A Man in Full) - serie TV, 2 episodi (2024)

## Doppiatori italiani
Nelle versioni in italiano delle opere in cui ha recitato, Grainger Haines è stato doppiato da:
- Dario Penne in Criminal Minds, The Knick, Blue Bloods
- Michele Gammino in Ghost Whisperer - Presenze, Justified - L'uomo della legge
- Mario Bombardieri in Lincoln, Elementary
- Mario Scarabelli in Una vita da vivere
- Antonio Sanna in Star Trek: The Next Generation
- Manlio De Angelis in CSI: Miami
- Roberto Draghetti in Cold Case - Delitti irrisolti
- Riccardo Lombardo in Nip/Tuck
- Danilo Bruni in Scandal
- Paolo Marchese in CSI - Scena del crimine
- Massimo Rinaldi in Castle
- Daniele Valenti in The Good Wife
- Pierluigi Astore in Bull
- Mario Cordova ne La ballata di Buster Scruggs
- Lucio Saccone in K9 - Squadra antidroga
- Valerio Sacco in Un uomo vero